# Georg Rauchenberger

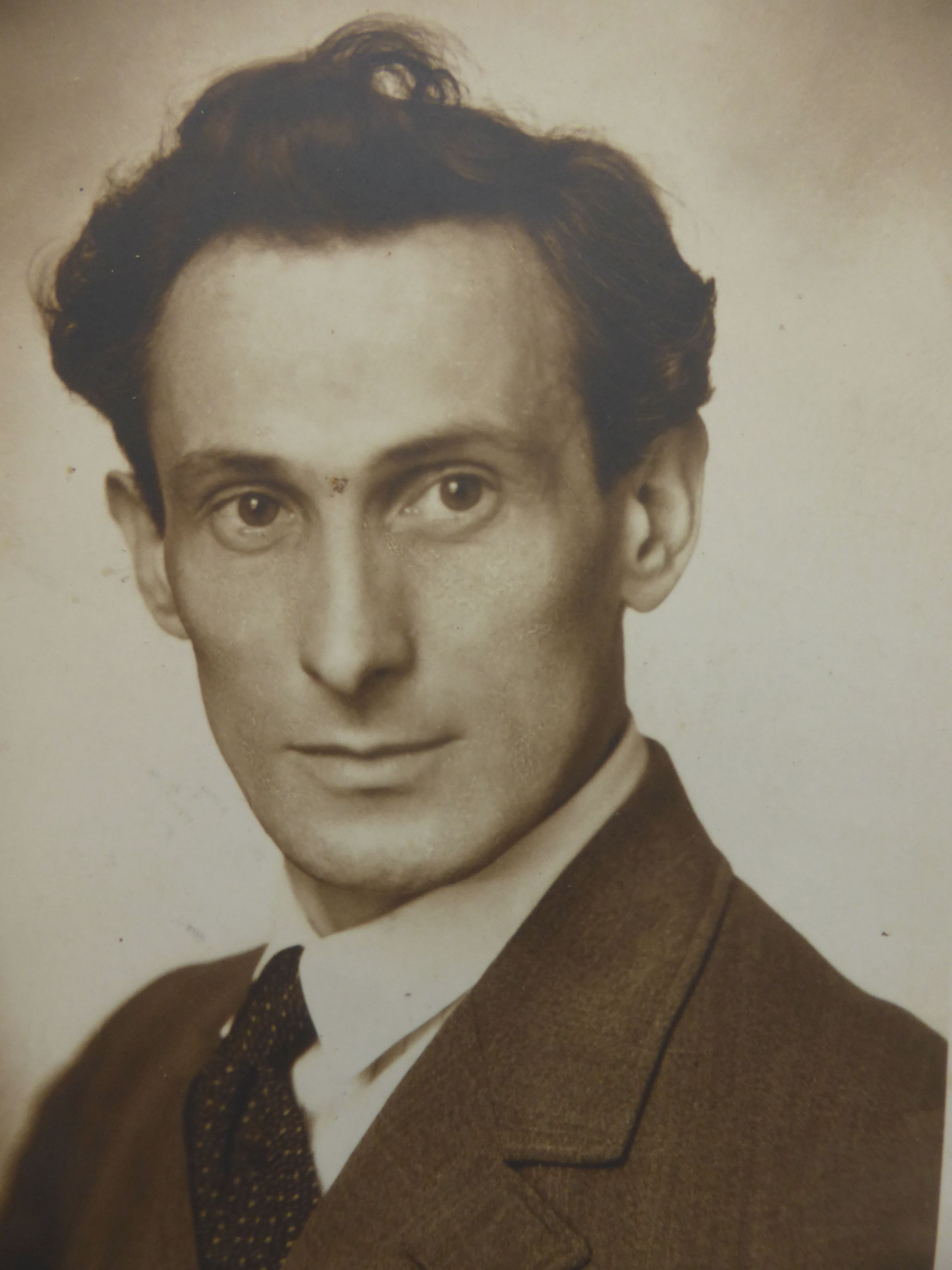
Georg Rauchenberger (1932)

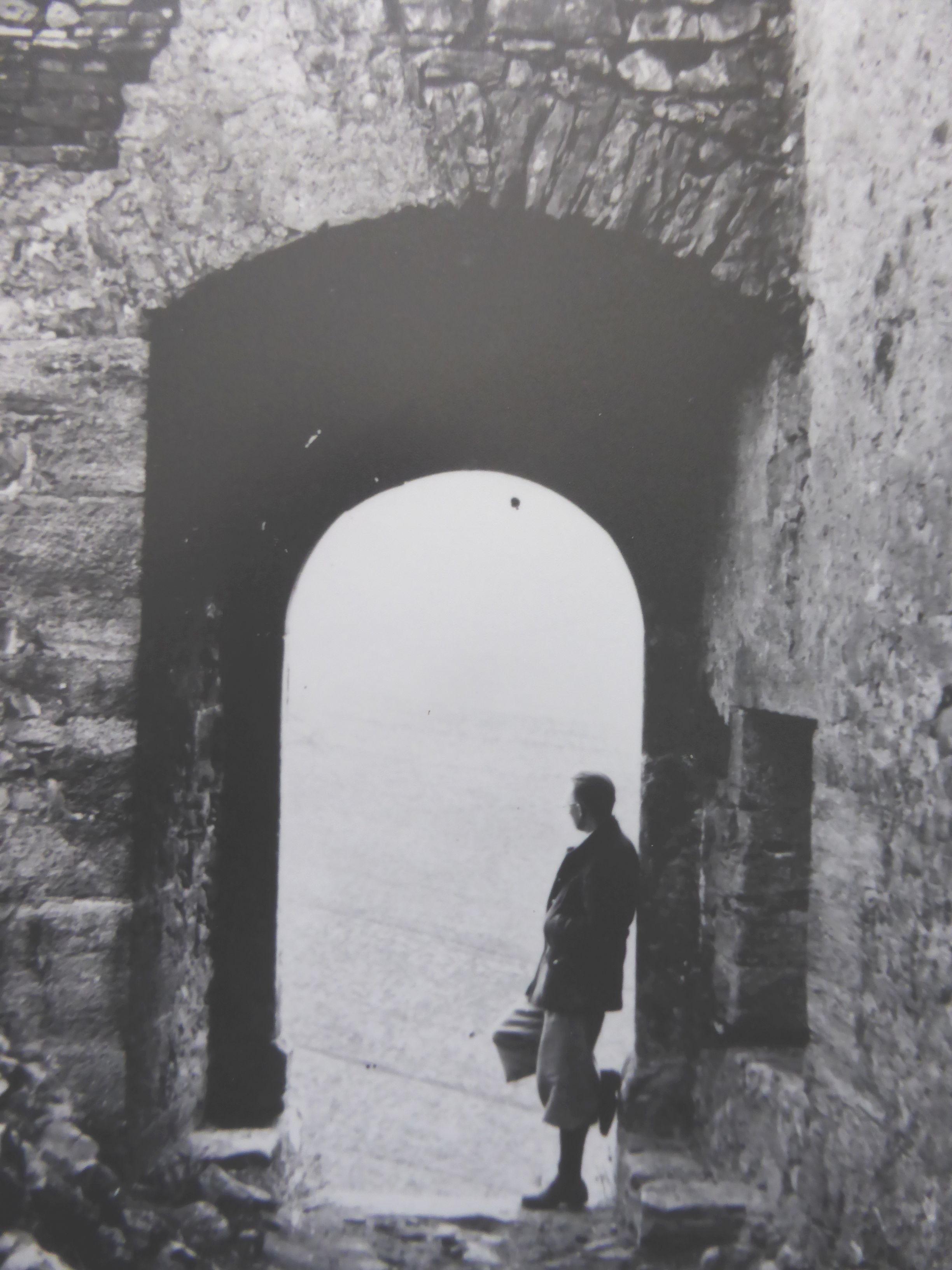
Georg Rauchenberger am Burgtor der Burg Wolfsegg (1944)

Georg Rauchenberger (* 31. März 1895 in Lenggries, Bezirksamt Tölz; † 30. Oktober 1973 in Regensburg) war Kunstmaler und Bezirksheimatpfleger für die Oberpfalz.

## Leben
Sein Vater stammte aus Lenggries und war Gürtlermeister, der kirchliche Geräte in neugotischen Stil fertigte. Zudem war er Liebhabermaler und ist durch seine Schlachtengemälde bekannt geworden. Die Malerei wurde auch zum Hobby von Georg Rauchenberger. Dieser begann seinen Berufsweg als Baupraktikant bei der Reichsbahn, er nahm am Ersten Weltkrieg teil und war bis 1945 Schifffahrtsbeamter bei der Donau-Reederei Bayerischer Lloyd. Nach dem Zweiten Weltkrieg wurde er Sachbearbeiter bei der Regierung der Oberpfalz und von Niederbayern, seit 1950 war Rauchenberger Heimatpfleger der Oberpfalz. Er war verheiratet mit seiner Frau Mathilde.

## Burg Wolfsegg
Zu den Verdiensten Rauchenbergers zählt der Erwerb und der Erhalt der zur Halbruine gewordenen Burg Wolfsegg. Am 26. Januar 1933 konnte er nach langwierigen Verhandlungen das von der Gemeinde Wolfsegg ungeliebte Bauwerk um 2300.- Reichsmark erwerben und mit großem persönlichen Einsatz vor dem weiteren Verfall bewahren.
Rauchenberger gründete zur Sicherung seines Erbes am 5. September 1970 unter dem Motto „Fortuna ac Fortudine“ („Mit Glück und Standhaftigkeit“) das „Kuratorium Burg Wolfsegg e. V.“ zur weiteren Pflege der Burg. Nach dem Tod Rauchenbergers ging die Burg nach einigen Erbauseinandersetzungen in die Hände dieses Kuratoriums über und ist bis heute in dessen Eigentum. Was die sagenhafte Weiße Frau in der Burg betrifft, so meinte er: „Nun, ich hab sie noch nicht gesehen, ich hab nur ein Bild von ihr hängen.“
Viele seiner Gemälde und Skizzen werden in der Burg Wolfsegg aufbewahrt und ausgestellt.

## Kreuzhofkapelle
Rauchenberger konnte ebenso im April 1948 die Kreuzhofkapelle zu Barbing von der Familie Thurn und Taxis ankaufen und mit privaten Mitteln vor dem Verfall retten. Die Kapelle und der umgebende Friedhof sollten ursprünglich als Siedlungsland für nach Bayern gekommene Heimatvertriebene genutzt werden. Die Kapelle ist von hoher historischer Bedeutsamkeit: In dieser Kapelle wurde 1156 von Kaiser Friedrich Barbarossa das „Privilegium minus“ und somit die Abtrennung der „Mark Ostarrîchi“, der Kernzelle Österreichs, von dem Herzogtum Bayern und deren Übergabe an den Babenberger Heinrich Jasomirgott ausgehandelt. Die Kapelle war bereits 1147 unter dem Stauferkönig Konrad III. der Sammelpunkt für den sog. Zweiten Kreuzzug und 1189 nochmals unter Kaiser Friedrich Barbarossa Sammelpunkt für den Dritten Kreuzzug, bei dem Barbarossa im Fluss Saleph ertrunken ist. 1960 war die Kapelle durch eine geplante Erweiterung des Osthafens Regensburg erneut stark gefährdet; Rauchenberger konnte erreichen, dass die Hafeneinfahrt einige hundert Meter weiter flussaufwärts verlegt wurde.
1950 übertrug er dem Bischöflichen Ordinariat Regensburg das Recht zur uneingeschränkten gottesdienstlichen Inanspruchnahme der Kapelle. 1953 verfügte er testamentarisch, dass die Kreuzhofkapelle nach dem Ableben von ihm und seiner Frau dem Bischöflichen Stuhl in Regensburg übergeben werden sollte. Georg Rauchenberger fand zusammen mit seiner Frau seine letzte Ruhestätte in einer Gruft dieser Kapelle.

## Ehrungen
1972 wurde Georg Rauchenberger für seine Verdienste um den Erhalt der Burg Wolfsegg zum Ehrenbürger der Gemeinde Wolfsegg ernannt; wie die Mittelbayerische Zeitung schrieb, ließ sich die „Weiße Frau“ während der Zeremonie der Verleihung der Ehrenurkunde bei flackerndem Kerzenlicht im Rittersaal der Burg zum Bedauern der Anwesenden nicht sehen.
Zum 70. Jahr seiner Bestellung zum Bezirksheimatpfleger der Oberpfalz und zur fünfzigjährigen Gründung des „Kuratoriums Burg Wolfsegg e. V.“ wurde 2020 von der Kultur- und Heimatpflege des Bezirks Oberpfalz eine Doppelausstellung in Wolfsegg und Regensburg zum Gedenken an Georg Rauchenberger organisiert.